# Liste der Monuments historiques in Les Monts-Ronds
Die Liste der Monuments historiques in Les Monts-Ronds führt die Monuments historiques in der französischen Gemeinde Les Monts-Ronds auf.

## Liste der Immobilien
| Bezeichnung         | Beschreibung             | Standort                                        | Kennzeichnung | Schutzstatus | Datum | Bild           |
| ------------------- | ------------------------ | ----------------------------------------------- | ------------- | ------------ | ----- | -------------- |
| Kirche St-Sébastien | von 1839 bis 1842 erbaut | Mérey-sous-Montrond, rue Saint-Sébastien (Lage) | PA00101671    | Inscrit      | 1979  | weitere Bilder |

## Liste der Objekte
| Bezeichnung            | Beschreibung | Standort                                              | Kennzeichnung | Schutzstatus | Datum | Bild |
| ---------------------- | --- | ----------------------------------------------------- | ------------- | ------------ | ----- | ---- |
| Maria-Rosenkranz-Altar | linker Seitenaltar; Altartisch, Retabel und Gemälde; Holz, farbig gefasst und vergoldet, Ölfarbe auf Leinwand, 18. Jahrhundert  | Villers-sous-Montrond, in der Kirche St-Didier (Lage) | PM25001451    | Classé       | 1972  |      |
| Herz-Jesu-Altar        | rechter Seitenaltar; Altartisch, Retabel und Gemälde; Holz, farbig gefasst und vergoldet, Ölfarbe auf Leinwand, 18. Jahrhundert | Villers-sous-Montrond, in der Kirche St-Didier (Lage) | PM25001452    | Classé       | 1972  |      |
| Hauptaltar             | Altartisch, Tabernakel, Retabel und vier Skulpturen; Holz, farbig gefasst und vergoldet, 18. Jahrhundert                        | Villers-sous-Montrond, in der Kirche St-Didier (Lage) | PM25001453    | Classé       | 1972  |      |
| Zwei Beichtstühle      | Holz, 18. Jahrhundert | Villers-sous-Montrond, in der Kirche St-Didier (Lage) | PM25001454    | Classé       | 1972  |      |
| Kanzel                 | Holz, teilweise vergoldet, 18. Jahrhundert                                                                                      | Villers-sous-Montrond, in der Kirche St-Didier (Lage) | PM25001455    | Classé       | 1972  |      |
| Vasa sacra             | zwei Kelche, eine Patene, ein Ziborium und zwei Kästchen für die heiligen Öle; Zinn, 18. Jahrhundert                            | Villers-sous-Montrond, in der Kirche St-Didier (Lage) | PM25001772    | Inscrit      | 2005  |      |
| Tablett                | Zinn, 18. Jahrhundert, Zinngießer Claude-Antoine Gonelle                                                                        | Villers-sous-Montrond, in der Kirche St-Didier (Lage) | PM25001773    | Inscrit      | 2005  |      |
| Strahlenmonstranz      | Silber, vergoldet, 19. Jahrhundert                                                                                              | Villers-sous-Montrond, in der Kirche St-Didier (Lage) | PM25001771    | Inscrit      | 2005  |      |